# Carl August Wilhelm Fromm
Carl August Wilhelm Fromm (ur. 1786 w Gdańsku, zm. 27 kwietnia 1837 w Gdańsku) – gdański kupiec i duński urzędnik konsularny.

## Życiorys
Jego ojcem był Johann Carl Ludwig Fromm, kupiec gdański i konsul Danii w Gdańsku (1752–1822). Syn Carl August również był kupcem, współzałożycielem Korporacji Kupców (Die Korporation der Kaufmannschaft zu Danzig) (1822), oraz początkowo konsulem pomocniczym (adjungeret consul) (1814-1821) a następnie konsulem Danii (1821–1837). Pochowany 3 maja 1837 na cmentarzu przy kościele Zbawiciela na gdańskim Zaroślaku.